# Naalye
Naalye (Na-al-ye), jedna od tri lokalne plemenske skupine Skoton (Sconta) Indijanaca iz Oregona, ostale dvije su Cownantico i Sacheriton, koji su prema Ugovoru iz 1854, živjeli na rijeci Rogue. Spominju se u Compend. Indian Treaties, 23, 1873. Godine 1867 zajednička populacija plemena Chasta, Skoton i Umpqua na rezrvatu Siletz iznosila je 49 muškaraca 74 žene, ukupno 123. Etničko porijeklo skotonskih skupina nije točno ustanovljeno,a moglo bi biti athapaskansko, takilmansko ili yakonansko